# Kirbla
Kirbla est un village situé dans la commune de Lihula du comté de Lääne en Estonie.
Au 31 décembre 2011, il compte 152 habitants.